# Brignac (Morbihan)
Brignac település Franciaországban, Morbihan megyében. Lakosainak száma 198 fő (2022. január 1.). Brignac Ménéac, Illifaut, Saint-Brieuc-de-Mauron és Évriguet községekkel határos.

## Népesség
A település népességének változása:
| Lakosok száma | 390  | 287  | 240  | 201  | 181  | 181  | 186  | 192  | 194  | 198  |
|               | 1968 | 1982 | 1990 | 2006 | 2013 | 2015 | 2017 | 2019 | 2020 | 2022 |